# Hannover Archiv

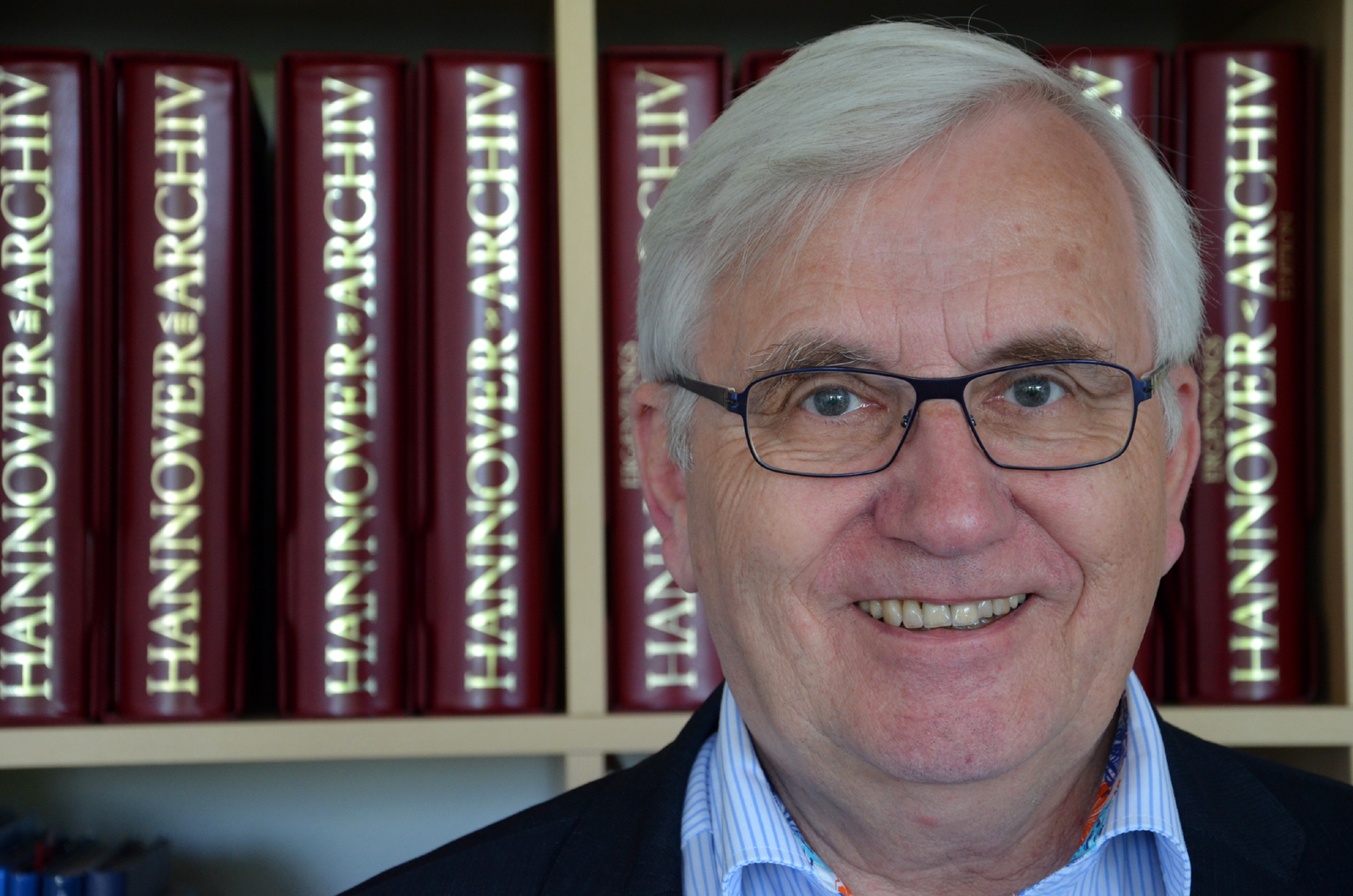
Wolf-Rüdiger Reinicke, bis 2013 Geschäftsführer vom Industrie-Club Hannover, hier noch in den PVC-Schubern des Hannover Archivs in den Räumen vom Freundeskreis Hannover, zugleich das Wikipedia-Büro Hannover

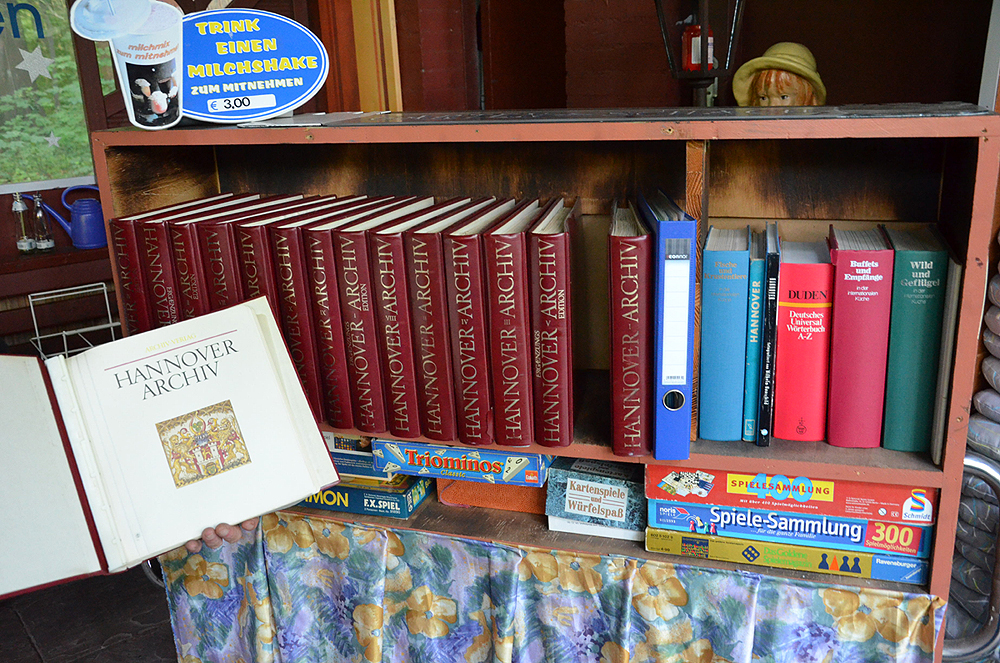
15 Bände Mitte 2013 in einem Milchhäuschen in der Eilenriede

Hannover Archiv ist eine Loseblattsammlung mit Faksimiles von Urkunden und historischen Dokumenten insbesondere aus der Geschichte der Stadt Hannover. Das Werk erschien ab 1979 in monatlichen Einzellieferungen zum Abheften in Ordnern aus dem Archiv Verlag. Mit der fünf Bände umfassenden Ergänzungs-Edition wurden insgesamt 15 auf dem Rücken beschriftete Ordner geliefert.
Herausgeber war Franz Rudolf Zankl, die Bildvorlagen stammten häufig vom Historischen Museum Hannover.
Die die abgebildeten Werke kommentierenden Autoren sowie ihre Namenskürzel waren (in alphabetischer Reihenfolge): Rosemarie Drenkhahn (R.D.), Jürgen Eyssen, Thomas Grabe (T.G.), Beate Grubert (B.G.), Hartwig Guratzsch, Fritz Klein, Klaus Mlynek, Norbert Nobis (N.N.), Joachim Raedr (J.R.), Alheidis von Rohr, Klaus Schneider, Rita Seidel (R.S.), Dietmar Storch, Theo Strutz (Th.S.), Helmut Zimmermann und der Herausgeber Franz Rudolf Zankl (F.R.Z.).